# Leucania hartii
Leucania hartii là một loài bướm đêm trong họ Noctuidae.